# Banoštor
Banoštor (izvirno srbsko Баноштор) je naselje v Srbiji, ki upravno spada pod Občino Beočin; slednja pa je del Južnobačkega upravnega okraja.

## Demografija
V naselju živi 659 polnoletnih prebivalcev, pri čemer je njihova povprečna starost 44,7 let (43,7 pri moških in 45,5 pri ženskah). Naselje ima 311 gospodinjstev, pri čemer je povprečno število članov na gospodinjstvo 2,51.
To naselje je, glede na rezultate popisa iz leta 2002, večinoma srbsko.
|  |

| Demografija | Demografija     | Demografija     |
| Leto        | Št. prebivalcev | Št. prebivalcev |
| ----------- | --------------- | --------------- |
|             |                 |                 |
|             |                 |                 |
|             |                 |                 |
|             |                 |                 |
| 1948        | 706             |                 |
| 1953        | 677             |                 |
| 1961        | 678             |                 |
| 1971        | 733             |                 |
| 1981        | 650             |                 |
| 1991        | 618             | 615             |
| 2002        | 801             | 780             |
|             |                 |                 |

| Etnična sestava po popisu iz leta 2002 | Etnična sestava po popisu iz leta 2002 | Etnična sestava po popisu iz leta 2002 | Etnična sestava po popisu iz leta 2002 | Etnična sestava po popisu iz leta 2002 |
| -------------------------------------- | -------------------------------------- | -------------------------------------- | -------------------------------------- | -------------------------------------- |
| Srbi                                   | Srbi                                   |                                        | 732                                    | 93,84%                                 |
| Hrvati                                 | Hrvati                                 |                                        | 17                                     | 2,17%                                  |
| Slovaki                                | Slovaki                                |                                        | 5                                      | 0,64%                                  |
| Madžari                                | Madžari                                |                                        | 5                                      | 0,64%                                  |
| Slovenci                               | Slovenci                               |                                        | 3                                      | 0,38%                                  |
| Nemci                                  | Nemci                                  |                                        | 3                                      | 0,38%                                  |
| Čehi                                   | Čehi                                   |                                        | 1                                      | 0,12%                                  |
| Rusini                                 | Rusini                                 |                                        | 1                                      | 0,12%                                  |
| Muslimani                              | Muslimani                              |                                        | 1                                      | 0,12%                                  |
| Bolgari                                | Bolgari                                |                                        | 1                                      | 0,12%                                  |
| Jugoslovani                            | Jugoslovani                            |                                        | 1                                      | 0,12%                                  |
| Neznano                                | Neznano                                |                                        | 0                                      | 0,0%                                   |